# 関彩乃
関 彩乃（せき あやの）は、日本の映像ディレクター、ミュージック・ビデオ監督。横浜市出身、血液型はA型。
映像ディレクター久保茂昭のアシスタント。

## 作品

### ミュージック・ビデオ
- BENI

「粉雪」
- 板野友美

「Gimme Gimme Luv」
- Flower

「TOMORROW ～しあわせの法則～」
- E-girls

「DANCE WITH ME NOW!」「Merry Merry Xmas」「Pain, pain」
- Dream

「ブランケット・スノウ」
- Dream Ami

「Re: Dream」「アマハル」
- Happiness

「Chao Chao」「Holiday」「Sexy Young Beautiful」　「Ordinary Girls」「REWIND」「GOLD」「POWER GIRLS」
- おはガール from Girls²-

「走れ!月火水木金曜日!」
- Girls²

「チュワパネ!(Chuwapane!)」
- CRAZYBOY

「Double Play」
- GENERATIONS from EXILE TRIBE

「F.L.Y. BOYS F.L.Y. GIRLS」「EXPerience Greatness」
- FANTASTICS from EXILE TRIBE

「OVER DRIVE」